# صوفيا أموروسو
صوفيا كريستينا أموروسو (بالإنجليزية: Sophia Christina Amoruso)‏ (مواليد 20 أبريل 1984)، هي سيدة أعمال أمريكية.